# Vườn quốc gia Lorentz
Vườn quốc gia Lorentz là một vườn quốc gia nằm tại phía tây của đảo New Guinea thuộc tỉnh Papua, Indonesia. Với diện tích 25.056 km² (9.674 mi2), đây là vườn quốc gia lớn nhất Đông Nam Á. Năm 1999, vườn quốc gia được UNESCO công nhận là Di sản thế giới như là ví dụ nổi bật về đa dạng sinh học của New Guinea. Đây là một trong những vườn quốc gia đa dạng sinh thái nhất trên thế giới và là vườn quốc gia duy nhất tại châu Á - Thái Bình Dương có đầy đủ các hệ sinh thái khác nhau, từ biển, rừng ngập mặn, bãi triều, rừng đầm lầy nước ngọt, vùng đồng bằng, rừng nhiệt đới, lãnh nguyên núi cao và sông băng xích đạo. Với độ cao 4884 mét, Puncak Jaya là đỉnh núi cao nhất giữa Himalaya và Andes.
BirdLife International coi đây là khu bảo tồn quan trọng nhất tại New Guinea. Tại đây chứa năm hệ sinh thái nằm trong danh sách Global 200 của Quỹ Quốc tế Bảo vệ Thiên nhiên. Đó là rừng đất thấp Nam New Guinea, rừng núi cao New Guinea, đồng cỏ phụ núi cao Trung tâm New Guinea và rừng ngập mặn New Guinea, sông suối New Guinea.
Nhiều khu vực của vườn quốc gia còn chưa được khám phá chắc chắn có chứa nhiều loài động thực vật hoang dã chưa được biết đến trong khoa học phương Tây. Nguồn tài liệu về các cộng đồng thực vật dân tộc học và Sắc tộc học động vật của các sinh vật tại Lorentz thậm chí có rất ít. Tên của vườn quốc gia được đặt theo tên của nhà thám hiểm người Hà Lan Hendrikus Albertus Lorentz, người đã đi qua khu vực này trong chuyến thám hiểm năm 1909.

## Địa lý
Vườn quốc gia Lorentz là đại diện của hệ sinh thái hoàn chỉnh nhất về tính đa dạng sinh học ở Châu Á - Thái Bình Dương. Đây là một trong ba vùng nhiệt đới trên thế giới có sông băng. Địa hình của nó trải dài từ ven biển và rừng ngập mặn ven biển Arafura cho đến những đỉnh núi phủ tuyết tạo thành cảnh quan tuyệt đẹp.
Ngoài sự đa dạng sinh học rất cao, còn có một số đặc thù và sự độc đáo của sông băng trên Puncak Jaya và những dòng sông chảy sâu vào lòng đất trong vài kilômét  ở thung lũng Baliem.

## Động thực vật
Vườn quốc gia là nhà của 630 loài chim (chiếm khoảng 70% số loài của New Guinea), 123 loài động vật có vú. Trong số các loài chim thì có hai loài Đà điểu đầu mào, 31 loài chim Bồ câu, 500 loài Vẹt mào, 60 loài Bói cá, 145 loài Hút mật. Đây là nơi có 6 loài đặc hữu của dãy Sudirman, bao gồm cả Cút núi tuyết và Chim cổ đỏ núi tuyết cùng 26 loài đặc hữu của dãy Trung Papua và 3 loài đặc hữu của vùng đất thấp Nam Papua. Các loài chim đáng chú ý gồm Đà điểu đầu mào phương nam, Bồ câu mào Scheepmaker, Vẹt Pesket, Vịt Salvadori, Hút mật MacGregor.
Một số loài động vật có vú được ghi nhận tại vườn quốc gia gồm Thú lông nhím mỏ dài, Thú lông nhím mỏ ngắn, Chuột túi cây, Chuột túi Wallaby, Mèo túi và đặc biệt là sự có mặt của loài Chuột túi cây Dingiso và Thú lông nhím mỏ dài Tây New Guinea.

## Văn hóa
Khu vực vườn quốc gia đã có người ở hơn 25.000 năm. Đây là vùng đất truyền thống của nhiều dân tộc bản địa như Asmat, Among, Dani, Sempan, Nduga. Ước tính dân số hiện tại dao động trong khoảng từ 6.300 đến 10.000 người.